# Berviller-en-Moselle
Berviller-en-Moselle (Duits: Berweiler ) is een gemeente in het Franse departement Moselle (regio Grand Est) en telt 447 inwoners (1999). De plaats maakt deel uit van het arrondissement Forbach-Boulay-Moselle.

## Geografie
De oppervlakte van Berviller-en-Moselle bedraagt 5,5 km², de bevolkingsdichtheid is 81,3 inwoners per km².
De onderstaande kaart toont de ligging van Berviller-en-Moselle met de belangrijkste infrastructuur en aangrenzende gemeenten.

## Demografie
Onderstaande figuur toont het verloop van het inwonertal (bron: INSEE-tellingen).